# هيو روبرتس (لاعب كرة قدم)
هيو روبرتس (بالإنجليزية: Hugh Roberts)‏ (27 سبتمبر 1992 في الولايات المتحدة - ) هو لاعب كرة قدم أمريكي في مركز الدفاع. لعب مع ريتشموند كيكرز وBaltimore Bohemians ‏.

## وصلات خارجية
- هيو روبرتس على موقع قاعدة بيانات كرة القدم.إي يو (الإنجليزية)
- هيو روبرتس على موقع Soccerway.com (الإنجليزية)